# Trachyscelis
Trachyscelis — род жесткокрылых насекомых (жуков) из семейства чернотелок.

## Описание
Усики с резко обособленной шестичлениковой булавой; наличник с двумя глубокими поперечными бороздками.

## Систематика
В составе рода:
- Trachyscelis aphodioides Latreille, 1809
- Trachyscelis ciliaris Champion, 1893
- Trachyscelis howensis Lea, 1929
- Trachyscelis laevis Champion, 1893
- Trachyscelis nigra Carter, 1906